# Eukoenenia indalica
Espèce
Eukoenenia indalica est une espèce de palpigrades de la famille des Eukoeneniidae.

## Distribution
Cette espèce est endémique d'Andalousie en Espagne. Elle se rencontre dans la province d'Almería dans la sierra de Gádor à Fondón dans la grotte Cueva de la Corraliza.

## Description
La femelle holotype mesure 460 µm.

## Étymologie
Son nom d'espèce lui a été donné en référence à l'Indalo.

## Publication originale
- Mayoral & Barranco, 2017 : « A remarkable new palpigrade (Arachnida) of the Eukoenenia mirabilis group from Spain. » Zootaxa, no 4290(2), p. 357-366.